# Gevingey
Gevingey är en kommun i departementet Jura i regionen Bourgogne-Franche-Comté i östra Frankrike. Kommunen ligger i kantonen Lons-le-Saunier-Sud som tillhör arrondissementet Lons-le-Saunier. År 2022 hade Gevingey 441 invånare.

## Befolkningsutveckling
Antalet invånare i kommunen Gevingey
Referens:INSEE